# Ostrze brzytwy
Ostrze brzytwy (ang. The Razor's Edge) – amerykański film z 1946 roku w reżyserii Edmunda Gouldinga. Film w 1947 otrzymał cztery nominacje do Oscara, z czego ostatecznie zdobył jedną statuetkę. Ponadto w tym samym roku zdobył również dwa Złote Globy.

## Obsada
- Tyrone Power jako Larry Darrell
- Gene Tierney jako Isabel Bradley
- John Payne jako Gray Maturin
- Anne Baxter jako Sophie MacDonald
- Clifton Webb jako Elliott Templeton
- Herbert Marshall jako William Somerset Maugham
- Lucile Watson jako Louisa Bradley
- Frank Latimore jako Bob MacDonald
- Elsa Lanchester jako panna Keith
- Cecil Humphreys jako pobożny człowiek
- Fritz Kortner jako Kosti
- Ted Billings jako górnik (niewymieniony w czołówce)
- Eugene Borden jako kapitan (niewymieniony w czołówce)
- Reed Hadley jako kelner (głos, niewymieniony w czołówce)
- Stanisław Józef Bielski człowiek w barze (niewymieniony w czołówce)